# Gant Perrin
 (janvier 2023).
La société Gant Perrin fut l'une des plus célèbres maisons de gants de Grenoble.
La société créée en 1984 immatriculée 054-501-531 contrôlée par l'homme d'affaires Nicolas Hoang a une activité strictement immobilière.

## L'origine

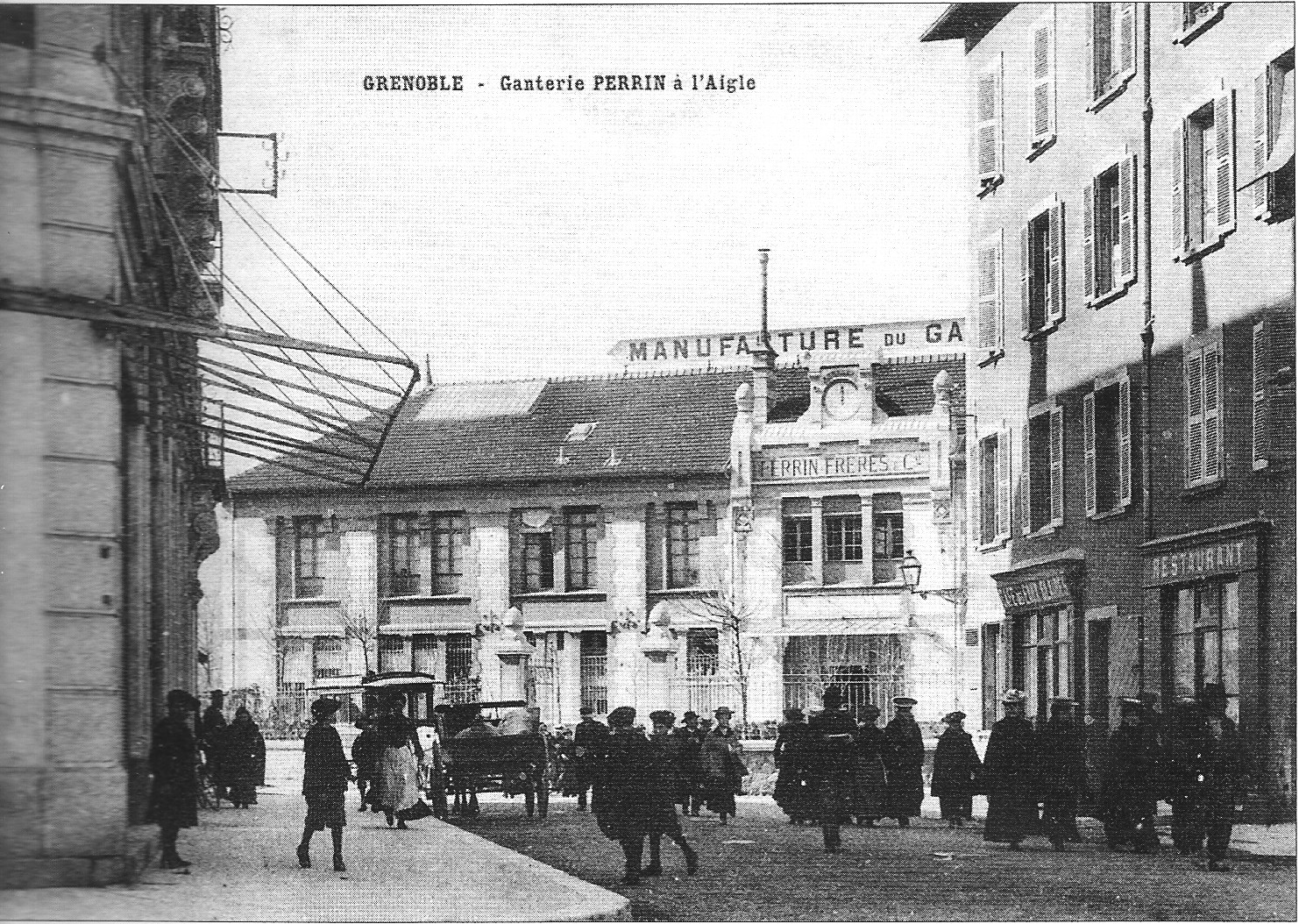
Rue Irvoy vers 1900

En 1857, Madame Auguste Perrin, enceinte de son huitième enfant, perd son mari alors notaire à La Mure (Isère). Elle décide de rejoindre Grenoble pour retrouver son frère, Camille Nicolet, marchand de fer dans cette ville. Elle installe sa famille dans un petit appartement de la rue Chenoise à Grenoble.
Pour faire face à ses besoins financiers, Madame Perrin travaille depuis son domicile pour les nombreuses petites ganteries de la ville. Son fils aîné, Ferréol (1840-1895), quitte le petit séminaire de Rondeau, où il effectuait ses études, pour travailler comme coupeur de gant chez un artisan afin d'aider sa mère à élever ses frères et sœurs.
Après des mois d'activité, Madame Perrin a su conquérir une clientèle fidèle, qui aime les produits de haute qualité. Elle décide alors de créer sa propre maison de gants avec deux de ses fils, Ferréol et Paul (1842-1909), qui achevait ses études à l'école Vaucanson, et prit comme quatrième associé un vieil ouvrier de la ganterie de son père, Rocca. C'est ainsi que naquit en février 1860 la société Vve Perrin fils et cie, au capital très faible et dont le siège se trouvait rue Chenoise à Grenoble.

## L'essor de la société Gant Perrin
Dès 1861, il fallut déménager la société car les locaux étaient devenus trop exigus. La ganterie s'installe 1, rue du Pont-Saint-Jaime et commence à embaucher des travailleurs extérieurs. Cinq ans plus tard, la société doit de nouveau déménager pour faire face à son développement rapide et s'installe dans un grand bâtiment de la rue Saint-Laurent, laissé vide par la ganterie Rouillon.
Avec l'arrivée de Valérien Perrin (troisième fils de Madame Perrin) en 1869, la société devint l'une des plus prospères de la région. Il créa des bureaux dans différents pays dans le monde et la société devint numéro un mondial.
En 1878, Madame Perrin se retira des affaires et laissa ses trois fils seuls aux commandes de 
la société, associés à parts égales. Madame Perrin s'éteignit le 3 février 1886 à l'âge de 74 ans.

## La dynastie des Perrin
- Anne Camille Octavie[1] Perrin, née Nicolet (1812-1886)

Née le 17 mars 1812 à Grenoble ; fille de Victor-Amédée Nicolet, qui possédait une petite fabrique artisanale de gants. Elle épouse en 1833 Jean Louis Auguste (dit Auguste) Perrin, notaire à Nantes-en-Rattier (Isère). À la mort de son mari, la veuve Perrin fonde la célèbre société Gant Perrin.
- Ferréol Perrin (1840-1895)

Fils aîné de Auguste et Camille Perrin.
- Paul Perrin (1843-1909)

Second fils de Auguste et Camille Perrin. Président de la Chambre Syndicale des Fabricants de Gants de 1893 à 1901. Juge au tribunal de commerce de Grenoble de 1895 à 1900. De 1899 à 1904, il fut membre du Conseil Supérieur de Travail pour y représenter l'industrie gantière. Paul Perrin avait une propriété à Montfleury (Isère) et fut élu conseiller général dans le canton de Grenoble.
Il contribua activement au développement de la société Gant Perrin : il ouvrit trois comptoirs en Australie (Sydney, Melbourne et Brisbane), ainsi que des points de vente en Belgique, en Allemagne et en Italie. Il intensifia la production en Dauphine et ouvrit une fabrique à La Mure. Il en ouvrit également une à Millau. En 1891, il créa un réseau de magasins de détail qui s'étendit à des pays voisins. En 1908, la société comptait 98 points de vente.
- Valérien Perrin (1851-1935)

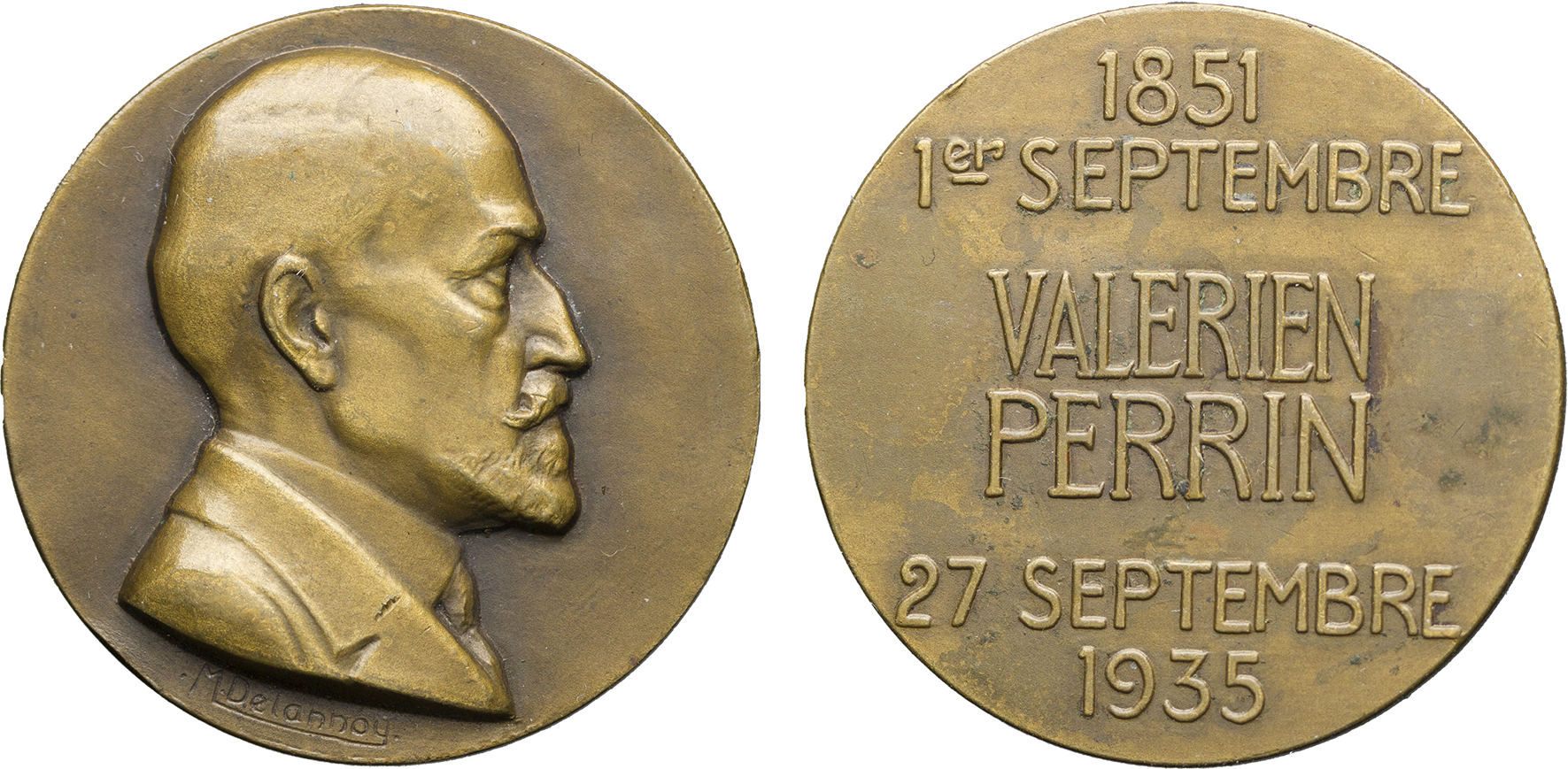
Médaille en bronze représentant Valérien Perrin, par Maurice Delannoy, frappée à la Monnaie de Paris

Troisième fils de Auguste et Camille Perrin. Ayant achevé ses études à Lyon, Valérien Perrin propose à sa mère et à ses frères d'explorer le marché américain. En 1873, il embarque pour New-York ; là, après avoir occupé des fonctions subalternes, il obtient d'importantes commandes de gants, ouvre un atelier et reste aux États-Unis pendant douze ans (de 1873 à 1885). À la mort de ses frères, il prit la direction de la société. En 1913, il s'associa à son neveu Alphonse Douillet (fils d'un confiseur de la rue de la République à Grenoble) et à Achille Raymond (fabricant d'attaches pour l'industrie du cuir - ganterie et automobile) pour ouvrir la Golderoft Glove Company outre-manche.
La même année, il introduisit à Grenoble, avec Alphonse Douillet, la production de gants non plus en peau de chevreau ou d'agneau, mais en tissus fins. C'est ainsi que fut créée en 1916 la société Valisère, qui produisait des gants en étoffe, et qui s'orienta à partir de 1922 vers la confection de sous-vêtements. La société Valisère connut un rapide succès et ouvrit une deuxième usine au Brésil (en 1934) puis au Maroc. Valisère utilisait des produits nouveaux et fins : fils de rayonne acétate, nylon, tergal puis Lycra. En 1935, la société, qui employait plus de 1000 personnes, était l'une des plus importantes de Grenoble.